# Giulio Angioni
Giulio Angioni (Guasila, Sardenha, 28 de outubro de 1939 Cagliari – 12 de janeiro de 2017) foi um escritor e antropólogo italiano.
Giulio Angioni foi autor de vinte livros de ficção e uma dúzia de volumes de ensaios em antropologia. Com Sergio Atzeni e Salvatore Mannuzzu, Angioni é considerado um dos iniciadores da literatura recente da Sardenha, a nível europeu, seguindo o trabalho de várias figuras proeminentes, como Grazia Deledda, Emilio Lussu, Salvatore Satta. Entre seus muitos romances está Le fiamme di Toledo (As chamas de Toledo). 

## Romances
- L'oro di Fraus (Editori Riuniti 1988, Il Maestrale 2000)
- Il sale sulla ferita (Marsilio 1990), Il Maestrale 2010), finalista Premio Viareggio 1990
- Una ignota compagnia (Feltrinelli 1992, Il Maestrale 2007), finalista Premio Viareggio 1992
- Il gioco del mondo (Il Maestrale 1999)
- La casa della palma (Avagliano, 2000)
- Millant'anni (Il Maestrale 2002, 2009)
- Il mare intorno (Sellerio 2003)
- Assandira (Sellerio 2004)
- Alba dei giorni bui (Il Maestrale 2005, 2009), Premio Dessì 2005
- Le fiamme di Toledo (Sellerio 2006), Premio Corrado Alvaro 2006, Premio Mondello 2006
- La pelle intera  (Il Maestrale 2007)
- Cartas de logu: scrittori sardi allo specchio CUEC 2007
- Afa (Sellerio 2008)
- Tempus (CUEC 2008)
- Gabbiani sul Carso (Sellerio 2010)
- Doppio cielo (Il Maestrale 2010)
- Il dito alzato (Sellerio 2012)
- Sulla faccia della terra (2015)

## Ensaios
No campo da antropologia, Giulio Angioni escreveu sobre várias áreas, conduzindo nomeadamente pesquisas em Sardenha.
- Tre saggi sull'antropologia dell'età coloniale, Flaccovio 1973
- Sa laurera: Il lavoro contadino in Sardegna, EDeS 1976 e Il Maestrale 2005
- Il sapere della mano: saggi di antroplogia del lavoro, Sellerio 1986
- Pane e formaggio e altre cose di Sardegna, Zonza 2000
- Fare dire sentire. L'identico e il diverso nelle culture, Il Maestrale 2011